# Isonychus microsquamosus
Isonychus microsquamosus är en skalbaggsart som beskrevs av Frey 1970. Isonychus microsquamosus ingår i släktet Isonychus och familjen Melolonthidae. Inga underarter finns listade i Catalogue of Life.